# Nikolaj Alekseevič Zarudnyj
Nikolaj Alekseevič Zarudnyj (in russo Николай Алексеевич Зарудный?; Grjakovo, 13 settembre 1859 – Taškent, 17 marzo 1919) è stato un esploratore e zoologo russo che si dedicò in particolare allo studio degli uccelli e dei rettili dell'Asia centrale.
Originario di Grjakovo, nell'attuale Ucraina, pubblicò il suo primo libro di ornitologia nel 1896 ed effettuò cinque spedizioni nella regione caspica tra il 1884 e il 1892.
Tra il 1895 e il 1904, effettuò numerose spedizioni in Persia (Iran), dove raccolse moltissimi esemplari di rettili, anfibi e pesci. Le sue spedizioni erano finanziate dalla Società geografica russa e dall'istituto zoologico di San Pietroburgo. Mise insieme una collezione composta da circa 3140 esemplari di uccelli e 50.000 di insetti. Per il suo lavoro, la Società geografica russa lo premiò con la medaglia di Przhevalsky.
Nel 1918, istituì un museo presso l'università di Tashkent. Fu proprio a Tashkent, mentre stava lavorando ad un'opera sull'ornitologia della regione del Turkestan, che morì per un avvelenamento accidentale. Nel corso della sua vita pubblicò in tutto 218 monografie e descrisse per la prima volta numerose specie.